# Distrikt Omoro
Omoro ist ein Distrikt in Norduganda. Die Hauptstadt des Distrikts ist Palenga.

## Lage
Der Distrikt Omoro grenzt im Norden an den Distrikt Gulu, im Osten an den Distrikt Pader, im Süden an den Distrikt Oyam und im Westen an den Distrikt Nwoya.

## Geschichte
Der Distrikt Omoro entstand 2016 aus Teilen des Distrikt Gulu.

## Demografie
Die Bevölkerungszahl wird für 2020 auf 196.400 geschätzt. Davon lebten im selben Jahr 11,8 Prozent in städtischen Regionen und 88,2 Prozent in ländlichen Regionen.
| Zensusjahr | Einwohnerzahl |
| ---------- | ------------- |
| 2002       | 105.190       |
| 2014       | 160.732       |

## Wirtschaft
Subsistenzlandwirtschaft und Tierhaltung sind die wichtigsten wirtschaftlichen Aktivitäten im Distrikt. 